# Џорџ Атор
Џорџ Атор (енгл. George Athor; 1962, Судан — 19. децембар 2011, Јужни Судан) био је генерал-мајор у Народном покрету за ослобођење Судана, а касније и дисидент. Рођен је 1962. године и од 1983. се борио за независност Јужног Судана. По приступању у Покрет добио је чин генерала, а убрзо је и постао командант снага у вилајетима Горњи Нил и Џонглеј. Током своје каријере оптуживан је за бројне везе са криминалом, нарочито трговином оружјем, кријумчарењем, обманама и проневером државнох новца. Током 2010. за време избора посумњао је у намештање резултата и окренуо леђа НПОС-у што је резултовало бројним нападима на њихове јединице широм земље. Исте године формирао је политички и војни организацију — Јужносудански демократски покрет, опозицију НПОС-у.
Почетком 2011. пристао је на прекид ватре, међутим Аторови људи су извршили неколико напада у коме је страдало око 200 особа. У међувремену је побегао из земље да би 19. децембра 2011. године погинуо у пограничном сукобу са припадницима војске Јужног Судана.